# Mattervispa
Mattervispa är ett vattendrag i kantonen Valais i Schweiz. Det flyter samman i Stalden med Saaservispa till Vispa.